# Lake Arthur, Novi Meksiko
Lake Arthur je gradić u okrugu Chavesu u američkoj saveznoj državi Novom Meksiku. Prema popisu stanovništva SAD 2010. u Lake Arthuru je živjelo 436 stanovnika. 

## Zemljopis
Nalazi se na 32°59′58″N 104°21′55″W / 32.99944°N 104.36528°W (32.999556, -104.365158). Prema Uredu SAD-a za popis stanovništva, zauzima 1,40 km2 površine, sve suhozemne.

## Stanovništvo
Prema podatcima popisa 2000. u Lake Arthuru bilo je 432 stanovnika, 134 kućanstva i 107 obitelji, a stanovništvo po rasi bili su 62,96% bijelci, 0,46% Indijanci, 0,69% Azijci, 34,49% ostalih rasa, 1,39% dviju ili više rasa. Hispanoamerikanaca i Latinoamerikanaca svih rasa bilo je 70,14%.